# Povijest Škotske
Povijest Škotske je povijest današnjeg prostora Škotske i naroda Škota od prapovijesti do danas.

## Prapovijest
Prije ledenog doba Škotska je imala topliju klimu i vjerojatno je bila naseljena. No, nakon ledenog doba ljudi su se vratili u Škotsku tek oko 9600. pr. Kr.
Mezolitski lovci-skupljači bili su prvi doseljenici iz Engleske. Njihovi ostaci pronađeni su u okolici Cramonda blizu Edinburgha i datiraju oko 8500. pr. Kr. Brojni nalazi iz istog vremena iz cijele Škotske govore o izuzetnom nomadskom narodu pomoraca koji su pravili oruđa od kosti, kamena i rogova. 
Na sjeveru Škotske, u Orkneyu,  nalaze se najstariji nalaz neolitske naseobine u Europi – Skara Brae. Za najstariju postojeću neolitku kuću smatra se kamena kuća Knap u Howaru, iz oko 3500. pr. Kr. Iz istog razdoblja datiraju i prve grobne dvorane (Maeshowe na Orkneyu) i megalitska svetišta (Prsten u Brodgaru na Orkneyu i Callanish na otoku Lewis) koja su paralelna Stonehengeu u Engleskoj.

## Drevna povijest
Prostor Škotske je u rimskim spisima nazivan Caledonia. Na sjeveru su obitavala plemena Pikta koja su Rimljani bezuspješno pokušavali pokoriti.
Početkom 6. stoljeća Škoti (keltsko pleme iz sjeveroistočne Irske) se doseljavaju na područje današnje grofovije Argyll gdje su Škoti osnovali malo kraljevstvo Dalriadu. Kršćanstvo se (također pristiglo iz Irske) postupno počelo širiti ne samo među Škotima, nego i istočno na teritorij Pikta.
God. 843. Škoti i Pikti su se sjedinili, te pod kraljem Kennethom MacAlpinom utemeljili državu koja je obuhvaćala veći dio Škotske sjeverno od rijeka Forth i Clyde (Kraljevstvo Alba).

## Kraljevstvo Škota
██ Galski jezik
██ Nordijsko-Galski, uporaba oba jezika
██ Engleski jezik
██ Ostaci Cumbrijskog jezika
Oko 1016. god., porazivši Angle u bitki kod Carhama, kralj Malcolm II. (škotski: Máel Coluim) je zavladao pokrajinom Lothian, pokrajinama između Tweeda i Firth of Fortha, i bivšim britanskim kraljevstvom Strathclyde u kojemu je za kralja postavio svojeg unuka Duncana I. Kada je 1034. god. Duncan naslijedio svog djeda Malcolma II., Škoti, Pikti, Angli i Britanci su sjedinjeni u jedinstvenu kraljevinu nazvanu Kraljevstvo Škota (engleski: Kingdom of Scots), a Duncan je bio prvi vladar s naslovom "kralja Škota". Duncan je poginuo u građanskom ratu (1040.) protiv svojega vojskovođe i bratića Macbetha, koji se potom proglasio kraljem, ali ga je 1057. god. porazio Duncanov sin Malcolm III. Canmore (1058. – 1093.).
Najmoćniji Malcolmov nasljednik bio je David I. Škotski (1124. – 1153.) za čije se vladavine Škotska postepeno anglizira i feudalizira.
U doba vladavine Vilima I. Lava (1165. – 1214.) Škotska je crkva (1192.) podvrgnuta izravno Rimu, a za vladavine njegova sina i nasljednika Aleksandra II. (1214. – 1249.) započelo je pokoravanje norveških Hebrida (okončano 1266.).
Vladavina Aleksandra III. (1249. – 1286.) je bilo doba jake kraljevske vlasti, te mira i gospodarskog prosperiteta zemlje (poslije nazvano "zlatnim razdobljem" škotske povijesti).

### Kraljevstvo bez kralja
Nakon smrti malodobne unuke i nasljednice Aleksandra III., Margarete zvane Djeva od Norveške (1290.), javlja se čak 13 pretendenata na škotsko prijestolje. Presuditelj u tom sporu, engleski kralj Edvard I. Dugonogi, izabrao je Ivana Balliola, ali kada se ovaj pobunio ne želeći biti engleski vazal, Edvard je poveo rat protiv Škotske i nakon pobjede kraj Dunbara (1296.) ovladao je zemljom. Već iduće godine izbio je protuengleski ustanak škotskih seljaka i pučana koji je predvodio William Wallace te nanio Englezima poraz kraj Stirlinga, ali je 1298. god. izgubio bitku kraj Falkirka. Ustanak se nastavio do 1305., kada je Wallace uhvaćen i smaknut. God. 1306. vodstvo ustanka preuzima Robert Bruce te se iste godine kruni za kralja kao Robert I. Škotski.

## Škotsko kraljevstvo u 14. i 15. stoljeću
Kralj Robert I. bio je iznimno uspješan u borbama protiv Engleza i 1314. god. porazio ih je u bitci kraj Bannockburna te je Škotska stekla samostalnost. Englezi su konačno priznali neovisnost Škotske 1328. god.; no unatoč tome, ratovi s Englezima su nastavljeni i za vladavine Robertovog sina Davida II. (1329. – 1371.).
Godine 1371. na škotsko prijestolje stupa Robert II. Škotski iz dinastije Stuart (1371. – 1390.). Nakon Roberta III. (1390. – 1406.) izredalo se više Stuartovaca, koji dolaze na prijestolje kao djeca. Tijekom 14. i 15. stoljeća kraljevska vlast slabi u korist domaćeg krupnog plemstva, a istodobno Škoti dolaze u sve češće sukobe s Englezima.
Tijekom 15. st. započeo je kulturni razvoj Škotske osnivanjem Sveučilišta Sv. Andrije (1413.) u Fifeu, Sveučilišta u Glasgowu (1450.) i Sveučilišta u Aberdeenu (1495.), kao i usvajanjem Zakona o obrazovanju (Education Act) 1496. god.
God. 1468. dogodilo se posljednje veliko proširenje škotskih zemalja kada je Jakov III. Škotski oženio Margaretu od Danske, dobivši tako otočje Orkney i Šetlandsko otočje u miraz. Nakon njegove smrti u bitci kod Sauchieburna (1488.), njegov nasljednik Jakov IV. Škotski osnovao je Škotsku kraljevsku mornaricu i uspješno okončao pseudo-vladavinu Otočnih lordova, čime je zapadno otčje dospjelo pod učinkovitu kraljevsku kontrolu. God. 1503. Jakov IV. oženio je kćerku engleskog kralja Henrika VII., Margaretu Tudor, čime je dao temelje ujedinjenju dviju kruna u 17. stoljeću. Njegova vladavina se smatra kulturnim procvatom Škotske kada je stigla renesansa iz Europe. On je ujedno bio posljednji kralj koji je govorio Galski jezik.

## Škotsko kraljevstvo u 16. stoljeću
God. 1513. Englezi su teško porazili Škote, a sam škotski kralj Jakov IV. (1488. – 1513.) poginuo je u bitci. God. 1542. u bitci kraj Solway Mossa poražen je i kralj Jakov V. (1513. – 1542.), kralj koji se znatno oslanjao na savezništvo s Francuzima (prva mu je žena kćerka Franje I.). Nakon njegove smrti Škotskom je, umjesto njegove malodobne kćeri Marije Stuart, upravljala Marie de Guise, Jakovljeva druga supruga. Uz francusku vojnu pomoć Englezi su 1551. potisnuti iz Škotske. Francuski utjecaj u zemlji tada posebno jača (visoke položaje u upravi zauzimalo je upravo francusko plemstvo), a škotsko-francusko savezništvo potvrđeno je udajom Marije Stuart za francuskog prijestolonasljednika. Istodobno u Škotskoj jača protestantizam (osobito klavinizam) ne samo među građanima nego i u znatnom dijelu plemstva. God. 1557. sklopljen je savez protestanata (covenant), koji je podupirala engleska kraljica Elizabeta I.
Kada su 1559. Marija i njen suprug Franjo II. uzeli i naslov engleskih suverena, engleska je flota blokirala 1560. Leith. Iste godine, ugovorom u Edinburgu, francuska je vojska bila prisiljena napustiti Škotsku; poslije je Parlament službeno prihvatio reformaciju, proglasio slobodu vjeroispovjesti, te provodio sekularizaciju crkvenih imanja. 
S povratkom Marije Stuart u Škotsku 1561. godine razbuktala se borba između katolika i pristaša reformacije. Godine 1567. protestanti su digli ustanak i prisilili Mariju Stuart na abdikaciju u korist maloljetnog sina Jakova VI. Marija je 1568. potražila utočište u Engleskoj, gdje ju je rođaka Elizabeta I. zatočila i 1587., optuživši je zbog veleizdaje, dala smaknuti.

## Ujedinjeno Kraljevstvo
Jakov VI., kao praunuk Margarete Tudor (Kćeri Henrika VII.), proglašen je (nakon Elizabetine smrti 1603.) i engleskim kraljem (Jakov I.). Time je ostvarena personalna unija između Škotske i Engleske, no obje zemlje zadržat će još cijelo jedno stoljeće svoje zasebne parlamente. Njegov nasljednik Karlo I. (1625. – 1649.) nametnuo je Škotskoj anglikansko bogoslužje, što je 1638. dovelo do pobune, koja je zahvatila cijelu zemlju i dala neposredan poticaj engleskoj buržujskoj revoluciji. Kada je 1642. u Engleskoj izbio rat između kralja i Parlamenta, škotski su prezbiterijanci bili prirodni saveznici engleskih puritanaca i Olivera Cromwella. Godine 1643. Škoti su sklopilii formalni savez s engleskim Parlamentom (Solemn League and Covenant); njihove su čete sudjelovale 1644. na strani puritanaca u velikoj bitki kod Marston Moora, a 1645. kraljevske snage u Škotskoj potpuno su razbijene. Poražen i u Engleskoj, Karlo I. pobjegao je 1646. u Škotsku, no Škoti su ga izručili engleskom Parlamentu.

### Vladavina Parlamenta
Smaknuće Karla I. (1649.) i proglašenje republike (pod nazivom Commonwealth (republika)) izazvali su negodovanje škotske aristokracije i imućnih slojeva, koji su u produbljenju engleske revolucije osjećali prijetnju za svoje klasne interese. Da predusretnu opasnost, škotski prezbiterijanci manifestirali su svoju privrženost dinastiji, te u Edinburgu proglasili kraljem sina Karla I. Kada se Karlo II. vratio iz Nizozemske u Škotsku, rat s Engleskom postao je naizbježan. Godine 1650. Cromwell je nanio Škotima težak poraz kod Dunbara, a 1651. god. definitivno je slomio njihov otpor i Škotska je bila ujedinjena s Engleskom u Commonwealthu.

### Povratak Monarhije
Karlo II., došavši 1660. na prijestolje, pokazao se kao brutalan despot. Covenant i sve zakonske mjere od 1633. nadalje ukinuti su, Anglikanska crkva ponovno je nametnuta cijeloj zemlji, a Škoti "otpadnici" izvrgnuti su progonima. Prvu bunu 1666. (pohod na Edinburg) ugušila je kraljevska vojska. 
Novi veliki ustanak izbio je 1679., no i taj je ubrzo likvidiran, nakon čega u Škotskoj nastaje era krvave represije (Killing time). Reakcija je bjesnila i za Karlova nasljednika Jakova VII. (Jakov II. za Englesku), koji je favorizirao katolike. Škoti su u punoj mjeri podupirali prevrat 1688., kojim je Jakov svrgnut s prijestolja, a ustoličlen 1689. Vilim III. Oranski. Ustanak jakobita (pristaša svrgnutog kralja Jakova VII.) slomljen je 1689., a 1690. odlukom parlamenta, prezbiterijanizam je u cijelosti uspostavljen.

## Velika Britanija
Već potkraj 17. i početkom 18. st. i u Engleskoj i u Škotskoj pojavljuju se prijedlozi za tješnju uniju između obiju zemalja. Definitivni plan unije oba su parlamenta prihvatila početkom 1707.; spojena kraljevstva Škotske i Engleske nosit će ime Velika Britanija, koja će imati jednu zastavu (Union Jack), a državom će upravljati jedan parlament. Zakonom o Uniji, koji je stupio na snagu 1. svibnja 1707., posebni škotski i engleski parlament prestali su postojati, a u listopadu iste godine sastao se Parlament Velike Britanije. 
Nakon unije, u toku prve polovine 18. st., znatan dio plemenske aristokracije (klanova) u planinskom dijelu Škotske nije odustajao od pokušaja da silom restaurira dinastiju Stuart. Njezini pristaše, jakobiti, digli su četiri ustanka, od kojih su dva (1708. i 1719.) ugušena u zametku, dok su ustanci 1715. i 1745. – 1746. bili poprimili veće razmjere. Veći broj vođa klanova bio je zatim protjeran ili smaknut, a upravu nad njihovim posjedima preuzele su vladine komisije.

### Restauracija Parlamenta
Tijekom 19. stoljeća u Škotskoj traju nastojanja za parlamentarnu reformu; 1885. god. ustrojeno je u Parlamentu zasebno ministarstvo za Škotsku, a njegov ministar je ujedno i član britanske vlade. 
U drugoj polovici 20. stoljeća ponovno jačaju težnje za autonomijom Škotske, a u rujnu 1997. god (na poticaj laburističke vlade britanskog premijera Tonyja Blaira) na referendumu je s većinom glasova potaknut ustroj zasebnog škotskog parlamenta, a prvi izbori za njegov saziv održani su 1999. god.
Na trećim parlamentarnim izborima 2007. god. pobjedu je odnijela Škotska nacionalna stranka (SNP) koja se zauzima za neovisnost Škotske. SNP tvori manjinsku vladu na čelu s premijerom ("Prvi ministar") Alex Salmondom.
Zakonodavnu vlast također ima i parlament u Westminsteru, te ona može nadglasati zakone koje je usvojio Škotski parlament. Škotska nema svojeg državnog poglavara, na čelu Škotske je britanska kruna. Škotski parlament priprema referendum o neovisnosti Škotske od Velike Britanije 2010.